# Casimir von Leyden
Casimir Graf von Leyden (* 7. Januar 1852 in München; † 7. Februar 1938 in Territe bei Montreux) war ein deutscher Diplomat und Gesandter.

## Leben
Nach seinem Schulabschluss studierte Casimir Graf von Leyden Rechtswissenschaften an der Ludwig-Maximilians-Universität München. Dieses Studium wurde 1870 durch seinen Militäreinsatz während des Deutsch-Französischen Krieges unterbrochen. Nach Kriegsende setzte er die akademische Ausbildung fort und legte 1875 die erste juristische Staatsprüfung ab. Kurz darauf wurde er zum Auswärtigen Dienst eingezogen und sein erster Einsatz als Attaché führte ihn an die preußische Gesandtschaft nach London. Wenige Jahre darauf musste er sich 1879 den diplomatischen Prüfungen unterziehen. Nach Bestehen wurde er als Legationssekretär in Paris eingesetzt. Bereits ein Jahr später wurde er an die Gesandtschaft nach Stockholm versetzt. Es schlossen sich 1881 die Gesandtschaft in Bukarest und 1882 die Gesandtschaft in Konstantinopel an. Daraufhin wurde er 1883 an die deutsche Gesandtschaft in Washington beordert und nach drei Jahren wechselte er 1886 als Legationssekretär nach Athen. Hier erfolgte seine Beförderung zum Legationsrat und am Ende des Jahres kam ein zweiter Einsatz in Paris. Von dort führte ihn nach nur zwei Jahren 1888 der Weg nochmals an die Gesandtschaft nach London. Bedingt durch die kolonialen Entwicklungen und die damaligen politischen Beziehungen zwischen England und Ägypten übernahm von Leyden 1890 als Generalkonsul die diplomatischen Geschäfte Deutschlands in Kairo. Nach einer Amtszeit von drei Jahren wurde er dann 1893 in Bukarest als Gesandter eingesetzt. Hier absolvierte er die vorerst längste Einsatzzeit in seiner bisherigen Berufskarriere von fünf Jahren.
Nach der Ernennung von Casimir Graf von Leyden zum deutschen Gesandten für Japan Ende 1897 übernahm er am 2. März 1898 die Geschäfte in Tokyo. Er löste hier Karl Georg von Treutler (1858–1933) ab, der nur ein Jahr in diesem Amt tätig war. Von Leyden traf auf außerordentlich günstige Bedingungen in Japan. Das Land hatte sich in wenigen Jahren zu einer internationalen Finanzmacht entwickelt, ein enormer Aufschwung der Industrie war vonstattengegangen, Vorreiter waren hier vor allem die Metall- und die Textilindustrie. Um sich diesen erreichten internationalen Platz langfristig abzusichern bestand ein Entwicklungsziel, aus der territorialen Lage Japans heraus, den Bau von Handels- und Kriegsschiffen enorm zu favorisieren. Damit verband sich zugleich auch die politisch-strategische Zielstellung, auf dem gegenüberliegenden Festland territorial Fuß zu fassen. Obwohl zwischen Russland und England immer wieder um die Vormachtstellung im ostasiatischen Raum unmittelbare Auseinandersetzungen aufbrachen hatte Deutschland in diesen Jahren nur ein sehr geringes Interesse an Japan. Es setzte mit seinen politischen und militärischen Möglichkeiten mehr darauf, dem schwachen China geeignete Territorien als koloniale Stützpunkte abzuringen. So hatte Deutschland im Jahr des Amtsantritts von Leyden gemeinsam mit Russland und Frankreich auf die Karte der Besetzung und anschließenden Pacht der Kiautschou-Bucht gesetzt. Deshalb kam es in Japan immer deutlicher zum Einschlafen des, noch in der Bismarck-Zeit begonnenen, deutschen Berater Booms und der engen wissenschaftlichen deutsch-japanischen Zusammenarbeit. Stattdessen stießen starke Wirtschaftsunternehmen aus Deutschland in den kaum noch besetzte Raum und glichen diesen Mangel durch den Aufbau von wirtschaftlichen Direktbeziehungen aus. Dazu gehörten u. a. die Siemens AG seit 1898, die Gute-Hoffnungs-Hütte, die Japan direkte Hilfe beim Aufbau der Stahlindustrie leistete. Auch in den japanischen Großstädten wie beispielsweise Yokohama, stieg die Präsenz deutscher Unternehmen bis 1898 auf fast das Dreifache innerhalb von 10 Jahren an. Defacto verlor damit die diplomatische Arbeit Deutschlands in Japan binnen weniger Jahre erheblich an eigenem Profil. Und so wusste von Leiden in einem Schreiben vom 27. April 1899 an Reichskanzler Chlodwig zu Hohenlohe-Schillingsfürst (1819–1901) nur zu berichten, dass die abgeschlossenen neuen Kulturverträge Japan zu einem gleichberechtigten Partner werden lassen und das Innenministerium an die Provinz-Gouverneure Verhaltensmaßregeln zum Inkrafttreten der deutsch-japanischen Vereinbarungen ausgegeben habe. Im Zusammenhang mit seiner Verabschiedung von Leyden aus Japan vermerkte der noch aus den Kreisen deutscher Berater stammende Mediziner Erwin Bälz (1849–1913) in seinem Tagebuch: „Persönlich ist er ein feiner und liebenswürdiger Mann.“ Aber, so fügte er weiter hinzu, für das Amt eines Diplomaten hegte er nicht das geringste Interesse. Eher noch eine tief eingefleischte Abneigung gegen die Japaner, die er auch ganz offen zur Schau trug. Noch während seines Heimaturlaubes im Frühjahr 1900 wurde von Leyen abberufen. Sein Nachfolger in Tokyo wurde Georg von Wedel.
Am 26. Mai 1900 erfolgte die Ernennung von Casimir Graf von Leyden als Gesandter in Stockholm. Auf seinen persönlichen Wunsch hin wurde er im April 1905 in den Ruhestand verabschiedet. Während des Ersten Weltkrieges meldete er sich mit einer Publikation 1915 zu Wort. Sie verfolgte das Ziel nicht nur ausgewählte Reden und Schriften Otto von Bismarck neu in die Öffentlichkeit zu bringen, sondern anhand dieser Dokumente einen historischen Vergleich zwischen „Realpolitik und Gefühlspolitik“ zu führen. Sie erschien unter dem Titel „Was täte Bismarck?“
Casimir Graf von Leyden verstarb am 2. Februar 1939 in dem kleinen Dorf Territe im Schweizer Kanton Waadt.

## Publikationen
- Was täte Bismarck? Realpolitik gegen Gefühlspolitik; eine Studie an der Hand von Bismarcks Reden und Schriften. Verlag Neues Vaterland E. Berger, Berlin 1915.